# Ophélie de Bonis
Pour les articles homonymes, voir Ophélie (homonymie).
Ophélie, op. 165, est une œuvre de la compositrice Mel Bonis.

## Composition
Mel Bonis compose Ophélie dans deux versions : l'une pour piano et l'autre pour orchestre. La version pour piano n'est pas datée et l'œuvre a été publiée à titre posthume par les éditions Armiane en 1998, puis par les éditions Furore en 2004. La version pour orchestre comporte de nombreuses corrections et a été publiée à titre posthume par les éditions Furore en 2018.

## Analyse
Ophélie est une des neufs pièces de la compositrice qui donne la part belle aux destins extraordinaires avec Le Songe de Cléopâtre, Mélisande, Viviane, Phœbé, Salomé, Omphale, Écho et Desdemona. L'œuvre demande des exigences techniques assez poussées, et elle évoque, par son titre et son esthétique, une œuvre proche du symbolisme.
La version pour orchestre présente une grande maîtrise de l'écriture orchestrale.
Ophélie s'inspire du personnage éponyme de la pièce Hamlet de William Shakespeare. Ce personnage a aussi inspiré le poète Arthur Rimbaud et le peintre John Everett Millais, qui en ont tous deux fait un chef-d'œuvre. Le personnage perd la raison et se noie dans de mystérieuses circonstances. La compositrice s'est approprié les caractéristiques de ce personnage : la beauté virginale, l'élément aquatique, la Nature ou le sommeil. La compositrice en donne ainsi une œuvre impressionniste, peut-être la plus debussyste du corpus des femmes de légende.
L'œuvre est très tourmentée, très chromatique, et fait la part belle aux instruments les plus sombres comme les altos, les violoncelles ou les bassons. On note aussi la seule apparition dans l'œuvre symphonique de la compositrice d'une clarinette basse, qui contraste avec l'utilisation plus lumineuse des flûtes, des hautbois et des violons. La pièce se construit autour de trois idées thématiques, avec une forte construction formelle. La partie centrale est encadrée par de lentes cascades scintillantes faites de renversement d'accords parfaits ou de septièmes diminuées, exprimant un paysage aquatique. Les harpes sont indiquées « mystérieux ».
La pièce présente un rythme travaillé et une souplesse rythmique. Il y a une grande liberté de la ligne mélodique. Cette partition place Mel Bonis dans la grande lignée de l'orchestration à la française et dans les pas de Maurice Ravel et Claude Debussy.

## Edition actuelle

### Version pour piano
- Mel Bonis, œuvres pour piano, Volume 1, Femmes de légende, Editions Furore, 2004

### Version pour orchestre
- Mel Bonis, Ophélie, Editions Furore, 2017

## Discographie

### Version pour piano
- Bonis : La Cathédrale Blessée, Pianoworks, Veerle Peeters (nl) (piano), Et'Cetera, 2010.
- Femmes de légende, par Maria Stembolskaia (piano), Ligia Digital LIDI 0103214-10, 2010, (OCLC 718391726)
- En dehors, Kyra Steckeweh (de) (piano), 2015 (OCLC 971261237)

### Version pour orchestre
- Mel Bonis : Symphonic Works, Bucharest Symphony Orchestra, Benoît Fromanger (de) (dir.), Le Chant de Linos CL 1287.
- Compositrices, CD 1, Par l'orchestre du Capitole de Toulouse, Leo Hussain (dir.). Bru- Zane production, SPPF, 2023.
- Poétesses symphoniques, par l'orchestre de Metz Grand Est, David Reiland (dir.), la Dolce Volta, 2023.

## Sources
: document utilisé comme source pour la rédaction de cet article.
- Étienne Jardin, Mel Bonis (1858-1937) : parcours d'une compositrice de la Belle Époque, 2020 (ISBN 978-2-330-13313-9 et 2-330-13313-8, OCLC 1153996478, lire en ligne).
- (fr + de + en) Eberhard Mayer et Christine Géliot, Œuvre pour piano, vol. 1 : Femmes de Légende, Kassel, Furore Verlag, 2003, 56 p. (ISMN 9790500129189).